# Bayer (Familienname)
Bayer ist ein Familienname.

## Herkunft und Bedeutung
Die verbreitetste Erklärung für den Namen Beyer in allen Varianten (auch Bayer, Beier, Bojer) ist der Bezug des Namens auf den Volksstamm der Bayern oder der Bajuwaren, bezeichnet also den aus Bayern Stammenden. Allerdings ist sie nicht die einzige; im Einzelfall sind auch andere Deutungen möglich.
Beyer kann schlesischen Ursprungs und eine Variante der Berufsbezeichnung Bauer sein.
Eine andere Erklärung liegt im Ursprung des Wortes beiern, welches das Anschlagen von Glocken mit einem Klöppel bedeutet. In Pommern waren es die Glöckner, die diesen Namen besaßen. Der Beiermeester in Holland ist ein Glockenspielmeister und somit ein Musiker (siehe auch beiern).
Im Rahmen der Forschung um Familiennamen ist darüber hinaus bekannt, dass Bayer oder Beyer auch als jüdischer Name im Namensgebungverfahren um 1800 eine Bedeutung hatte.

## Varianten
- Baier, Beyer, Baeyer, Beier, Bajer

## Namensträger

### A
- Adolf Bayer (Jurist) (1876–1962), Jurist und Lokalhistoriker
- Adolf Bayer (1909–1999), deutscher Architekt
- Albert Bayer (Maler) (1885–1963), deutscher Maler
- Albert Bayer (Architekt) (1912–1982), Schweizer Architekt
- Albrecht Bayer (1751–1819), evangelischer Theologe
- Alex Bayer (* ≈1980), deutscher Jazzmusiker
- Alexander Bayer (* 1964), deutscher Theologe und Liedermacher
- Alfred Bayer (Architekt) (1859–1916), deutsch-böhmischer Architekt und Stadtbaumeister von Karlsbad
- Alfred Bayer (Unternehmer) (1884–nach 1944), deutscher Unternehmer
- Alfred Bayer (Mediziner) (1888–1952), deutscher Generalarzt
- Alfred Bayer (Staatssekretär) (* 1933), deutscher Ministerialbeamter, Staatssekretär im Bundesverkehrsministerium und Manager
- Alois Bayer (1802–1863), Hofopernsänger und Mitglied des Münchner Hoftheaters
- Andreas Bayer (1566–1635), Rechtswissenschaftler
- Andrew Bayer (* 1987), US-amerikanischer Trance-DJ und Musikproduzent
- Anja Bayer (* 1971), deutsche Künstlerin und Schauspielerin
- Anton Bayer (Mediziner) (1792–1832), deutscher Gynäkologe
- Anton Bayer (Tiermediziner) (1924–2000), deutscher Tiermediziner und Professor für Veterinärphysiologie
- Arend Bayer, deutscher Mathematiker
- Arno J. L. Bayer (1930–2012), deutscher Architekt, Vorsitzender im Bund Deutscher Architekten, Landesverband Niedersachsen
- August von Bayer (1803–1875), deutscher Maler
- August Bayer (1882–1942), böhmisch-österreichischer Dendrologe, Phytopathologe, Bakteriologe und NS-Opfer

### B
- Barbara Bayer (1827–1887), Bäckerin und Erstproduzentin der Karlsbader Oblaten
- Beate Bayer (* 1956), deutsche Richterin am Bundespatentgericht
- Bernhard Bayer (* 1979), deutscher Schachspieler
- Bertha von Bayer (1841–1909), deutsche Malerin
- Bertha Bayer-Braun (1847–1909), deutsche Theaterschauspielerin
- Brigitte Bayer (* 1983), deutsche Sängerin (Sopran) und Stimmbildnerin
- Britta Bayer (* 1964), deutsche Schauspielerin
- Bryce E. Bayer (1929–2012), US-amerikanischer Physiker

### C
- Carl Bayer (Lyriker) (auch Karl Bayer; 1854–1930), böhmisch-österreichischer Chirurg und Lyriker
- Carl Bayer (Schauspieler), Schauspieler
- Carl Bayer-Lama, deutscher Maler
- Carl Josef Bayer (1847–1904), österreichischer Chemiker
- Carlo Bayer (Karl Johannes Bayer; 1915–1977), Pionier der Caritas Internationalis
- Carole Bayer Sager (* 1944), US-amerikanische Komponistin und Sängerin
- Christian Bayer (Illustrator) (1841–1933), dänischer Illustrator
- Christian Bayer (Ökonom) (* 1977), deutscher Wirtschaftswissenschaftler und Hochschullehrer
- Christian Bayer (Schauspieler) (* 1977), deutscher Schauspieler
- Christoph Bayer (* 1948), deutscher Politiker (SPD)
- Cliff Bayer (* 1977), US-amerikanischer Fechter
- Conrad Bayer (1828–1897), österreichischer Schachkomponist

### D
- Dave Bayer (* 1955), US-amerikanischer Mathematiker
- David Bayer (um 1757–1807), deutscher Orgelbauer in Mecklenburg
- Detlef Bayer (1951–2007), deutscher Jurist

### E
- Eduard Bayer (1822–1908), deutscher Gitarrenvirtuose
- Ehrentraud Bayer (* 1953), deutsche Botanikerin
- Emil Bayer (Zoologe) (1875–1947), österreichisch-tschechischer Zoologe und Hochschullehrer
- Emil Bayer (Fabrikant) (1883–1956), deutscher Spielzeugfabrikant
- Emil Bayer (Heimatforscher) (1889–1971), deutscher Lehrer und Heimatforscher
- Emilia N. Bayer (* 1934), deutsche Bildhauerin
- Engelbert Bayer (1895–1952), österreichischer Politiker (CSP)
- Erich Bayer (Philologe) (1915–2000), österreichischer Philologe
- Erich Dietz von Bayer (1859–1937), deutscher Offizier und Politiker, MdL Preußen
- Ernest Bayer (1904–1997), US-amerikanischer Ruderer
- Ernst Bayer (1927–2002), deutscher Chemiker und Wissenschaftsmanager
- Eva Bayer-Fluckiger (* 1951), Schweizer Mathematikerin
- Eva Bayer-Niemeier (* 1958), deutsche Klassische Archäologin

### F
- Franz Bayer (Politiker) (1853–1930), böhmischer Augenarzt und Politiker
- Franz Bayer (Maler, 1884) (1884–1967), deutscher Maler
- Franz Bayer (Maler, 1915) (1915–??), deutscher Maler und Grafiker
- Franz Bayer (Maler, 1932) (1932–2023), jugoslawisch-österreichischer Maler, Grafiker und Steinmetz
- Franz A. Bayer (1912–1988), österreichischer Architekt
- Franz Rudolf Bayer (1780–1860), deutscher Schauspieler, Regisseur, Schriftsteller und Maler
- Franz Xaver Bayer (1862–1921), österreichischer Organist und Chorleiter
- Frederick Bayer (1921–2007), US-amerikanischer Meeresbiologe
- Friderika Bayer (* 1971), ungarische Sängerin
- Friedrich Bayer (Politiker, 1792) (1792–nach 1855), deutscher Richter und Politiker, MdL Preußen
- Friedrich Bayer (1817–1886), siebenbürgischer Naturforscher und Archäologe, siehe Friedrich Bayern
- Friedrich Bayer (Unternehmer, 1825) (1825–1880), deutscher Unternehmensgründer
- Friedrich Bayer (Politiker, 1828/1829) (1828/1829–1909), deutscher Politiker, MdL Hessen
- Friedrich Bayer (Politiker, III), deutscher Politiker, MdL Nassau
- Friedrich Bayer (Unternehmer, 1851) (1851–1920), deutscher Chemiker und Unternehmer
- Friedrich Bayer (Politiker, 1883) (1883–1955), deutscher Politiker (DVP), MdL Preußen
- Friedrich Bayer (General) (1887–1953), deutscher Generalleutnant
- Friedrich Bayer (Musikkritiker) (1902–1954), österreichischer Musikkritiker und Musiktheoretiker
- Fritz Bayer (1900–1984), österreichischer Chemiker, Techniker und Hochschullehrer

### G
- Georg Bayer (Architekt, 18. Jh.) († 1726), deutscher Domkapitelsbaumeister in Würzburg; siehe Huttenschlösschen (Würzburg)
- Georg Bayer (Architekt, 19. Jh.), deutscher Architekt
- Georg Bayer (Journalist) (1899–1983), deutscher Journalist und Redakteur
- Georg Bayer (Verbandsfunktionär) (1920–2007), deutscher Verbandsfunktionär
- George Bayer (Golfspieler) (1925–2003), US-amerikanischer Golfer
- George Dietz von Bayer (1827–1898), deutscher Rittergutsbesitzer und Mitglied des Deutschen Reichstags
- Gerd Bayer (* 1971), deutscher Anglist, Literaturwissenschaftler und Hochschullehrer
- Gerhard Bayer (1923–2002), österreichisch-schweizerischer Mineraloge und Kristallograph
- Gottlieb Siegfried Bayer (1694–1738), Philologe, Historiker und Orientalist
- Günter Bayer (* 1959), deutscher Maler und Künstler
- Günther Bayer (* 1937), deutscher Kunsthistoriker und Heimatpfleger
- Gustav Bayer (Mediziner) (1879–1938), österreichischer Mediziner
- Gustav Bayer (Turner) (1895–1977), norwegischer Turner

### H
- Hans Bayer (Soziologe) (1903–1965), österreichischer Wirtschafts- und Sozialwissenschaftler
- Hans Bayer (1914–1980), deutscher Schriftsteller, siehe Thaddäus Troll
- Hans Bayer (Apotheker) (1915–nach 1971), deutscher Apotheker und Verbandsfunktionär
- Hans Bayer (Bankmanager) (1921–2018), deutscher Bankdirektor, Vorstandsmitglied der Bayerischen Hypotheken- und Wechsel-Bank
- Hans Bayer (Jurist) (1934–2010), deutscher Jurist und Synodalpräsident
- Hans Bayer (Schauspieler) (* 1947), deutscher Schauspieler und Synchronsprecher
- Heidi Bayer (* 1987), deutsche Jazzmusikerin
- Heiner Bayer (1950–2015), deutscher Eishockeyspieler
- Heinrich Bayer (Bildhauer), deutscher Bildhauer
- Heinrich Bayer (Politiker) (1870–1954), deutscher Politiker (DNVP)
- Heinrich Bayer (Widerstandskämpfer) (1909–1944), deutscher Widerstandskämpfer gegen den Nationalsozialismus
- Heinz Bayer (1926–1999), deutscher Gewerkschaftssekretär und Abgeordneter des Hessischen Landtags
- Helmut Bayer (* 1961), deutscher Unternehmer und Firmengründer
- Helmuth Bayer (1926–1982), deutscher Maler, Bildhauer und Kunstlehrer
- Herbert Bayer (Künstler) (1900–1985), österreichischer Künstler und Lehrer
- Herbert Bayer (Fußballspieler, 1926) (1926–1981), deutscher Fußballspieler
- Herbert Bayer (Fußballspieler, 1939) (1939–2024), deutscher Fußballspieler
- Hermann Bayer (Maler, 1829) (1829–1893), deutscher Maler, Zeichner und Lehrer
- Hermann Bayer (Offizier) (Hermann Gustav Emil Bayer; 1843–1920), deutscher Generalleutnant
- Hermann Bayer (Maler, 1936) (1936–2012), österreichischer Maler, Zeichner und Grafiker
- Hermann Gustav Bayer (1876–1928), deutscher Politiker
- Hermann-Wilfried Bayer (1933–2013), deutscher Jurist und Hochschullehrer
- Herwig Bayer (* 1963), österreichischer Schwimmer
- Hieronymus von Bayer (1792–1876), deutscher Rechtswissenschaftler
- Hildegard Burri-Bayer (* 1958), deutsche Schriftstellerin

### I
- Ingeborg Bayer (1927–2017), deutsche Schriftstellerin
- Irene Bayer (1898–1991), US-amerikanische Fotografin
- Iris Bayer (* 1958), deutsche Springreiterin und Unternehmerin

### J
- Jacek Bayer (* 1964), polnischer Fußballspieler
- Jakob Bayer (Theologe) (1673–1750), deutscher katholischer Ordensgeistlicher (SJ), Theologe und Hochschullehrer
- Jakob M. Bayer (Jakob Maria Bayer; 1908–1982), deutscher Chirurg und Hochschullehrer
- Jasmin Bayer (* 1960), deutsche Jazzsängerin
- Joachim Bayer (* 1950), deutscher Maler, Grafiker und Bildhauer
- Johann Bayer (Astronom) (1572–1625), deutscher Jurist und Astronom
- Johann Bayer (Politiker) (1813–1872), deutscher Politiker, Bürgermeister, MdL Bayern
- Johann Christoffer Bayer (1738–1812), deutscher Maler
- Johann Nepomuk Bayer (1802–1870), österreichischer Botaniker
- Johann Philipp Bayer (1729–1798), deutscher Maler
- Johann Theodor Bayer (1782–1873), deutscher Maler
- Johanna Bayer (1915–2000), österreichische Politikerin
- Josef Bayer (Philosoph) (1827–1910), österreichischer Philosoph und Hochschullehrer
- Josef Bayer (Tiermediziner) (1847–1925), österreichischer Veterinär und Hochschullehrer
- Josef Bayer (Komponist) (1852–1913), österreichischer Komponist
- Josef Bayer (Mediziner) (1867–1936), deutscher Mediziner und Schriftsteller
- Josef Bayer (Archäologe) (1882–1931), österreichischer Archäologe
- Josef Bayer (Bankier) (1897–1965), deutscher Bankier und Sportfunktionär
- Josef Bayer (Linguist) (* 1950), deutscher Linguist
- Josef Jaroslav Bayer (1889–1979), österreichischer Architekt
- Josef Johann Beyer (1861–1933), österreichischer Maler und Grafiker
- Joseph Ludwig Bayer (1803–1882), österreichischer Gutsbesitzer und Politiker
- Julian Bayer (* 1987), deutscher Schauspieler
- Julius Bayer (1840–1883), österreichischer Maler und Zeichner

### K
- Karl Bayer (Lehrer) (1806–1883), deutscher Lehrer und Politiker
- Karl Bayer (Dichter) (1834–1888), österreichischer Volksdichter
- Karl Bayer (Mediziner) (1854–1930), österreichischer Chirurg und Schriftsteller
- Karl Bayer (Schauspieler) (1859–1940), österreichischer Schauspieler
- Karl Bayer (Lepidopterologe), österreichischer Schmetterlingskundler
- Karl Bayer (Altphilologe) (1920–2009), deutscher Altphilologe
- Karl Bayer (Politiker) (1925–1995), deutscher Politiker (SPD, CSU), MdL
- Karl Bayer (Wirtschaftsfunktionär) (1933–2009), deutscher Wirtschaftsfunktionär
- Karl Bayer (Jurist) (* 1936), deutscher Jurist
- Karl von Bayer-Ehrenberg (1848–1908), deutscher Hauptmann und Verbandsfunktionär
- Karl Helmut Bayer (* 1931), deutscher Architekt und Stadtplaner
- Karl Johannes Bayer, eigentlicher Name von Carlo Bayer (1915–1977), deutscher Theologe und Caritas-Funktionär
- Karoline Bayer (1821–1903), deutsche Krankenpflegerin und Oberschwester einer Rot-Kreuz Kinderheilanstalt
- Klaus Bayer (* 1947), deutscher Germanist
- Konrad Bayer (1932–1964), österreichischer Schriftsteller
- Konstantin von Bayer-Ehrenberg (1882–1961), deutscher Ministerialrat und Experte für Wasserrechts- und Wasserwirtschaftsfragen
- Kurt Bayer (* 1943), österreichischer Ökonom

### L
- Leo von Bayer-Ehrenberg (1888–nach 1943), nationalsozialistischer deutscher Sportfunktionär
- Liziane Bayer (* 1981), brasilianische Politikerin
- Lorenz Bayer (1847–1941?), deutscher Entomologe
- Ludwig Bayer (1947–2019), deutscher Sozialpädagoge, Kommunalpolitiker und Musikschulgründer
- Lydia Bayer (1897–1961), deutsche Sammlerin, Gründerin des von ihrer gleichnamigen Tochter geleiteten Spielzeugmuseums Nürnberg

### M
- Manfred Bayer (Pädagoge) (* 1932), deutscher Pädagoge und Hochschullehrer für Schulpädagogik
- Manfred Bayer (Physiker) (* 1965), deutscher Physiker und Hochschullehrer, Rektor der TU Dortmund
- Marco Bayer (* 1972), Schweizer Eishockeyspieler und -trainer
- Marie Bayer-Bürck (1820–1910), deutsche Theaterschauspielerin
- Markus Bayer (* 1984), deutscher Tennisspieler
- Martin Bayer (Ingenieur) (* 1955), deutscher Ingenieur und Hochschullehrer
- Martin Bayer (Nordischer Kombinierer) (* 1972), slowakischer Nordischer Kombinierer
- Martin Bruce Bayer (* 1935), südafrikanischer Botaniker
- Mary Elizabeth Bayer (1925–2005), kanadische Kulturpolitikerin und Schriftstellerin
- Max Bayer (Sänger) (vor 1868–1933), deutscher Sänger
- Max Bayer (Gehörlosenpädagoge) (1906–1943/1944), deutscher Gehörlosenpädagoge, 1943 nach Auschwitz deportiert und ermordet
- Maximilian Bayer (1872–1917), deutscher Mitbegründer der Pfadfinderbewegung
- Maximilian Bayer (Leichtathlet) (* 1990), ehemaliger deutscher Leichtathlet
- Monika Bayer (* 1967), österreichische Schwimmerin

### O
- Oliver Bayer (* 1977), deutscher Politiker (PIRATEN), MdL
- Oskar Adolf Bayer (1904–1996), deutscher Rechtsanwalt und Heimatforscher
- Osvaldo Bayer (1927–2018), argentinischer Historiker
- Oswald Bayer (* 1939), deutscher evangelischer Theologe
- Ottilie Bayer (1848–1913), deutsche Schriftstellerin
- Otto Bayer (1902–1982), deutscher Chemiker
- Otto Bayer (Übersetzer) (1937–2018), deutscher Übersetzer
- Özgür Bayer (* 1979), türkischer Fußballspieler

### P
- Patricia Bayer (* 1952),  US-amerikanische Kunsthistorikerin und Sachbuchautorin
- Paul Bayer (Politiker) (1893–1958), deutscher Politiker (SPD)
- Paul Bayer (Sammler) (1896–1982), deutscher Sammler
- Paul Bayer (Basketballspieler) (* 1970), belgischer Basketballspieler und -trainer
- Paul Ignaz Bayer (Pavel Ignác Bayer; 1656–1733), böhmischer Architekt und Baumeister
- Peter Bayer (Sportfunktionär) (* 1939), deutscher Biathlonfunktionär
- Peter Bayer (Journalist) (* 1950), südafrikanischer Journalist und Schriftsteller
- Peter Bayer (Biochemiker) (* um 1966), deutscher Biochemiker und Hochschullehrer
- Peter Bayer (Geowissenschaftler) (* 1972), deutscher Geowissenschaftler und Hochschullehrer
- Philipp Bayer (1868–1902), deutscher Jurist und Politiker, MdR
- Philipp Bayer (Mediziner) (1791–1832), deutscher Mediziner
- Pilar Bayer Isant (* 1946), spanische Mathematikerin

### R
- Raimund Bayer (* 1950), deutscher Politiker (SPD), Mitglied des Abgeordnetenhauses von Berlin
- Randall James Bayer (* 1955), US-amerikanischer Botaniker
- Raymond Bayer (1898–1959), französischer Philosoph und Hochschullehrer
- René Bayer (1904–nach 1982), deutscher Journalist
- Ricardo Bayer (1903–1970), chilenischer Leichtathlet
- Richard Bayer (1883–1972), deutscher Industrieller
- Richard Bayer (Mediziner) (1907–1989), österreichischer Physiologe und Gynäkologe in Graz
- Robert von Bayer (1835–1902), österreichischer Schriftsteller
- Robert Bayer (Autor) (* 1968), österreichischer Schriftsteller und Illustrator
- Rolf Bayer (* 1930), deutscher Grafiker und Bildhauer
- Rudolf Bayer (Architekt) (1825–1878), österreichischer Architekt
- Rudolf Bayer (Bankier) (1926–2021), deutscher Bankier
- Rudolf Bayer (Informatiker) (* 1939), deutscher Informatiker

### S
- Samuel Bayer (* 1962), US-amerikanischer Musikvideo-Regisseur
- Sebastian Bayer (* 1986), deutscher Leichtathlet
- Silvana Bayer (* 1980), deutsche Schauspielerin
- Simon Bayer (* 1995), deutscher Kugelstoßer
- Stefan Bayer (* 1968), deutscher Ökonom
- Sydonia Bayer (1903–1945), deutsche Aufseherin im Jugendverwahrlager Litzmannstadt

### T
- Thaddäus Bayer (1737–1809), österreichischer Mediziner
- Theodor Bayer (1892/1896–1915), tschechisch-österreichischer Maler
- Theodor Bayer-Eynck (* vor 1957), deutscher Illustrator und Grafik-Designer
- Thilo Bayer, deutscher Technikjournalist und Pen-&-Paper-Rollenspiel-Entwickler
- Thomas Bayer (* 1948), deutscher Schauspieler, Regisseur und Theaterleiter
- Thommie Bayer (* 1953), deutscher Schriftsteller, Musiker und Maler
- Tobias Bayer (* 1999), österreichischer Radrennfahrer
- Tom Bayer (* 1957), deutscher Sportreporter

### U
- Ulrich Bayer (* 1962), deutscher evangelischer Pfarrer, Theologe und Kirchenhistoriker

### V
- Valentin Bayer (* 1999), österreichischer Schwimmer
- Vanessa Bayer (* 1981), US-amerikanische Komikerin und Schauspielerin
- Veronika Bayer (1940–2008), deutsche Schauspielerin

### W
- Walter Bayer (* 1956), deutscher Jurist und Rechtswissenschaftler
- Waltraud Bayer (* 1939), deutsche Sportlerin in Langlaufdistanzen
- Werner Bayer (?–2005), deutscher Unternehmer und Billardfunktionär
- Wilhelm Bayer (Mediziner) (1900–1972), deutscher Pädiater
- Wilhelm Bayer (Bibliothekar) (1901–1964), deutscher Bibliothekar
- Wilhelm Peter Bayer (um 1871–1919), deutscher Maler
- William Bayer (* 1939), US-amerikanischer Schriftsteller
- Willy Bayer (1907–1982), deutscher Spielzeugfabrikant
- Wilma Bayer (1909–1977), deutsche Politikerin (SPD)
- Wolfgang Bayer (Missionar) (1722–1794/1802), deutscher Missionar
- Wolfgang Bayer (Journalist) (1942–2014), deutscher Journalist
- Wolfgang Bayer (Komponist, I), deutscher Komponist
- Wolfgang Bayer (Produzent), österreichisch-amerikanischer Dokumentarfilmproduzent, Kameramann und Regisseur
- Wolfgang Bayer (Chemiker) (* 1950), deutscher Chemiker und Herausgeber
- Wolfgang Bayer (Kameramann), Kameramann und Regisseur
- Wolfgang Bayer (Pfarrer) (* 1958), deutscher Pfarrer und Kabarettist
- Wolfgang Bayer (Komponist, II), österreichischer Pianist, Komponist und Produzent

### X
- Xaver Bayer (* 1977), österreichischer Schriftsteller

### Z
- Zsolt Bayer (* 1963), ungarischer rechtsextremer Publizist; 2016 Verleihung des Ritterkreuzes des ungarischen Verdienstordens